# Catagonium brevicaudatum
Catagonium brevicaudatum là một loài Rêu trong họ Catagoniaceae. Loài này được Müll. Hal. ex Broth. mô tả khoa học đầu tiên năm 1897.